# Белая Елань
Белая Елань — деревня в Талицком городском округе Свердловской области России, западный пригород Талицы.

## Географическое положение
Белая Елань расположена на правом берегу реки Пышмы, к западу от города Талицы. Расстояние до центра города — 2 километра. Главная улица деревни — Будённого — переходит в талицкую городскую улицу Урга. В окрестностях Белой Елани расположены озера-старицы, которые отделяют деревню от основного русла Пышмы.

## Население
| 2002 | 2010 | 2021 |
| ---- | ---- | ---- |
| 660  | ↗683 | ↘575 |